# SASUKEオールスターズ
SASUKEオールスターズ（サスケオールスターズ）とは、TBS『SASUKE』に出場する有力選手たちを指す。メンバー達が結成したのではなく、番組側によって定義されたもの。メンバーはプロスポーツ選手やタレントではなく一般人である。

## 概要
「SASUKEオールスターズ」は番組のレジェンド選手であり、メンバーは2004年春以降、後述の6人で固定されている。第1期から第3期まで『SASUKE』の中心選手として番組を盛り上げた。
6人全員が単独での最優秀成績を経験している。また竹田以外の5人はFINAL進出経験、白鳥以外の5人は最終競技者の経験がある。
2024年に開催された『SASUKEワールドカップ2024』終了時点で、最多出場記録(山本)、初出場から最多連続2nd進出記録（山田）最多2nd・3rd進出記録(竹田)最多FINAL進出記録(長野)、最多最優秀成績記録(長野)、最多STAGEクリア(竹田)などの記録を樹立している。
メンバーの中では秋山和彦が第4回、長野誠が第17回に完全制覇を達成している。
それぞれ固有のテーマソングがあり、紹介VTRの際などに流れる。
メンバーがSASUKEを引退をした時期もあったが、SASUKEからの引退とオールスターズからの脱退は全くの別物である。

## 歴史
『SASUKE』は開始当初、TBS『筋肉番付』の1コーナーで番組として独立していなかった。1997年の第1回大会に初出場した山田勝己が番組の虜になり、リタイアしたエリアのセットを自宅に再現して練習に打ち込む生き様を、番組総合演出の乾雅人が、第3回大会の放送からストーリー仕立てにしたことを機に、番組が単なる競技の挑戦だけでなく、人間ドラマを描いたものに変わり、それがSASUKEの大きな柱になったという。また、当番組のテーマ「名もなきアスリートたちのオリンピック」は第2回大会に初出場し、第4回大会で史上初の完全制覇を成し遂げた秋山和彦がその発端となっている。
番組当初は常連の有力選手を指す言葉として「オールスターズ」が使われていた。そのためメンバーではない大森晃やケイン・コスギが流動的に紹介されてことがあったが、後に山田勝己・秋山和彦・山本進悟・竹田敏浩・長野誠の5人を指す固有名詞として用いられる。2004年の第13回大会で白鳥文平が仲間入りを果たし、6人で固定された。固定後の第19回で、長崎峻侑がオールスターズ入りしたかのような紹介をされたものの、その後出場しなくなったことから有耶無耶にされ、第29回で復活した際に改めてSASUKE新世代に分類されている。
『SASUKE2006秋』第17回大会で長野誠が史上2人目の完全制覇を達成。これにより秋山が引退を決意。現時点でオールスターズ6人が全員揃って出場した最後の大会となっている。また長野の完全制覇が放送された1週間後、大会の裏側に密着したドキュメント『SASUKEに生きる男たち』が放送された。竹田も引退を考えていたが撤回した。
長野の完全制覇によりリニューアルされた第18・19回は秋山以外の5人が出場。第19回で史上初めてオールスターズ全員が1st STAGEでリタイア。第20回記念大会に秋山が復活するも、白鳥が欠場。
2010年、第24回大会で山田が「1stをクリアできなければ最後のつもりで」と意を決して臨むも、結果はそり立つ壁でタイムアップ。「引退」と明言していないものの、番組中のテロップには「山田勝己 引退」と表記された。
2012年、第28回大会で秋山・山本・山田が引退を表明。翌大会に山本が復活。
2014年、第30回記念大会で白鳥が6年ぶりに復活。
2016年、第32回大会で長野が引退を表明。6年ぶりにメンバー全員が緑山に集結した。
2020年、新型コロナウイルス感染症（COVID-19）蔓延の時期に開催された第38回大会で、少しでも日本を元気づけようと、長野が電撃復活を果たした。同時に山田も復帰を果たした。
2022年、第40回記念大会前に、竹田が自身のSNSにて引退を表明。本大会に秋山が10年ぶりに復帰。長野も息子と一緒に出場した。
2024年、日本で初めて開催された『SASUKEワールドカップ2024』にて、チームJAPAN Legendとして長野・山本・山田が出場した。
2024年、第42回大会で白鳥が10年ぶりに復活。

## メンバー
詳細は個人ページを参照。
| 氏名     | 初出場    | 最終出場       | 出場数 | 2nd進出 | 3rd進出 | Final進出 | 完全制覇 | 最優秀成績 |
| -------- | --------- | -------------- | ------ | ------- | ------- | --------- | -------- | ---------- |
| 山田勝己 | 第1回大会 | 第42回大会     | 33回   | 10回    | 4回     | 1回       | 0回      | 3回        |
| 山本進悟 | 第1回大会 | 第42回大会     | 42回   | 17回    | 11回    | 2回       | 0回      | 2回        |
| 秋山和彦 | 第2回大会 | 第40回記念大会 | 21回   | 6回     | 3回     | 1回       | 1回      | 1回        |
| 竹田敏浩 | 第5回大会 | 第38回大会     | 31回   | 19回    | 13回    | 0回       | 0回      | 1回        |
| 長野誠   | 第7回大会 | 第42回大会     | 30回   | 14回    | 11回    | 5回       | 1回      | 8回        |
| 白鳥文平 | 第9回大会 | 第42回大会     | 13回   | 8回     | 5回     | 1回       | 0回      | 1回        |

- 2024年第42回大会終了時
- 太字は最高記録

また､22回大会以降では､予選会から勝ち上がってきた有力選手､SASUKE新世代と呼び､さらに第36回以降では新世代組よりさらに若い1990年代以降に生まれた選手たちを「森本世代」あるいは「サスケくん世代」などと呼ぶようになっている。

## 戦歴
第1回大会
山本進悟と山田勝己が第1回から出場。常人離れした運動神経で1stステージをクリアしたが、二人とも2ndの5連ハンマーでリタイア。
| ゼッケン | 名前     | ステージ | エリア      | 備考                         |
| -------- | -------- | -------- | ----------- | ---------------------------- |
| 7        | 山本進悟 | 2nd      | 5連ハンマー | 渡り切った直後にコースアウト |
| 92       | 山田勝己 | 2nd      | 5連ハンマー | 3個目                        |

第2回大会
今大会は秋山和彦が初出場でゼッケン100番をつけ参戦。山本進悟が初の2ndクリアで3rdステージパイプスライダーまで進出した。
| ゼッケン | 名前     | ステージ | エリア             | 備考                |
| -------- | -------- | -------- | ------------------ | ------------------- |
| 20       | 山本進悟 | 3rd      | パイプスライダー   | 2本目、途中         |
| 100      | 秋山和彦 | 2nd      | WALL LIFTING RUN   | 2枚目、タイムアップ |
| 91       | 山田勝己 | 2nd      | スパイダークライム | 5枚目               |

第3回大会
今大会は山本進悟がオールスターズ初の最速タイム、さらに1st・2ndも最速でクリアする快挙を達成。また、山田勝己が初めて2ndをクリアし、山本とそろってFINALステージに進出。山田がオールスターズメンバーとして初めての最優秀成績者になり、オールスターズとしての原型ができ始める。
| ゼッケン | 名前     | ステージ | エリア           | 備考                   |
| -------- | -------- | -------- | ---------------- | ---------------------- |
| 89       | 山田勝己 | FINAL    | 15m綱登り        | 残り約30cm、最優秀成績 |
| 13       | 山本進悟 | FINAL    | 15m綱登り        | 残り約3m               |
| 99       | 秋山和彦 | 2nd      | WALL LIFTING RUN | 2枚目、タイムアップ    |

第4回大会
山本進悟が初めて1stステージでリタイアし、山田勝己も3rdステージで沈んだものの、秋山和彦が初めて2ndステージを突破。3rdステージをクリアしてその勢いのままFINALステージを制し、SASUKE史上初の完全制覇を果たした。
| ゼッケン | 名前     | ステージ | エリア         | 備考                  |
| -------- | -------- | -------- | -------------- | --------------------- |
| 86       | 秋山和彦 | FINAL    | 完全制覇       | 残り6.0秒、最優秀成績 |
| 100      | 山田勝己 | 3rd      | クリフハンガー | 2→3本目               |
| 98       | 山本進悟 | 1st      | 揺れる橋       |                       |

第5回大会
秋山和彦の完全制覇によってエリアがリニューアルされる中、竹田敏浩が初出場。いきなり1stステージをクリアすると、山本、山田も1stステージをクリアした。なお今大会の1stステージクリア者はこの3人のみである。その後山本がただ1人3rdステージに進むも、最終エリアのパイプスライダーでリタイアとなった。ちなみに秋山はこの回は欠場している。
| ゼッケン | 名前     | ステージ | エリア             | 備考                 |
| -------- | -------- | -------- | ------------------ | -------------------- |
| 98       | 山本進悟 | 3rd      | パイプスライダー   | 着地失敗、最優秀成績 |
| 100      | 山田勝己 | 2nd      | スパイダーウォーク | 3枚目                |
| 74       | 竹田敏浩 | 2nd      | スパイダーウォーク | 1枚目、突入直後      |

第6回大会
今大会は前回欠場していた完全制覇者秋山和彦が参戦するも、まさかの1stステージリタイア。さらに山本までもがリタイア。一方で竹田は初めて2ndステージをクリア。山田勝己は2度目の最優秀成績者になる。
| ゼッケン | 名前     | ステージ | エリア           | 備考                             |
| -------- | -------- | -------- | ---------------- | -------------------------------- |
| 99       | 山田勝己 | 3rd      | パイプスライダー | 着地後にコースアウト、最優秀成績 |
| 93       | 竹田敏浩 | 3rd      | ボディプロップ   | 3個目の空白                      |
| 100      | 秋山和彦 | 1st      | ジャンプハング   | 踏み切り失敗                     |
| 96       | 山本進悟 | 1st      | ローリング丸太   |                                  |

第7回大会
同大会では長野誠が初出場したが、そり立つ壁でリタイア。さらに竹田と山田が初めて1stステージリタイアした中、山本進悟が前回の雪辱を果たし、その勢いのまま1st、2nd、さらに3rdステージもクリアして2度目のFINAL進出。しかし左肩脱臼のアクシデントにより序盤で落下した。
| ゼッケン | 名前     | ステージ | エリア             | 備考                   |
| -------- | -------- | -------- | ------------------ | ---------------------- |
| 97       | 山本進悟 | FINAL    | スパイダークライム | 約5mで落下、最優秀成績 |
| 100      | 山田勝己 | 1st      | ロープクライム     | タイムアップ           |
| 96       | 竹田敏浩 | 1st      | ロープクライム     | タイムアップ           |
| 87       | 長野誠   | 1st      | そり立つ壁         | タイムアップ、全カット |
| 99       | 秋山和彦 | 1st      | ジャンプハング     | 掴み失敗               |

第8回大会
前回ファイナリストの山本進悟は1stステージのゴール目前でリタイア。さらに秋山、長野、山田もリタイアするが竹田が踏ん張り、自身2度目の3rd進出。ボディプロップにクリフハンガーも越えるが、雨粒による後退に苦戦しパイプスライダーでリタイア。
| ゼッケン | 名前     | ステージ | エリア           | 備考            |
| -------- | -------- | -------- | ---------------- | --------------- |
| 71       | 竹田敏浩 | 3rd      | パイプスライダー | 2本目、最終地点 |
| 98       | 山本進悟 | 1st      | ロープクライム   | タイムアップ    |
| 100      | 山田勝己 | 1st      | そり立つ壁       | タイムアップ    |
| 41       | 長野誠   | 1st      | そり立つ壁       | タイムアップ    |
| 99       | 秋山和彦 | 1st      | ジャンプハング   | 掴み失敗        |

第9回大会
今大会は長野誠が初の1stステージクリア。一方引退を覚悟して挑んだ秋山和彦はまさかのスタートエリアの五段跳びでリタイアになった。また、白鳥文平が初出場。ジャンプハングを片足で跳躍する活躍で、初めて現オールスターズ6人が同時出場した回になった。長野はそのまま3rdステージに進み、新設されたエリアの数々を突破。最終エリアのパイプスライダーまで到達するも、リタイアとなった。
| ゼッケン | 名前     | ステージ | エリア               | 備考                 |
| -------- | -------- | -------- | -------------------- | -------------------- |
| 61       | 長野誠   | 3rd      | パイプスライダー     | 着地失敗、最優秀成績 |
| 97       | 竹田敏浩 | 3rd      | ランプグラスパー     | 13→14個目            |
| 98       | 山本進悟 | 3rd      | ランプリングダイス   | 着地失敗             |
| 99       | 山田勝己 | 2nd      | ウォールリフティング | 2枚目、タイムアップ  |
| 79       | 白鳥文平 | 1st      | そり立つ壁           | タイムアップ         |
| 100      | 秋山和彦 | 1st      | 五段跳び             | 着地地点、足が着水   |

第10回大会
今大会はオールスターズの面々が大苦戦し、山田以外は全員1stステージリタイアに。山田勝己は順当に3rdまで進みパイプスライダーまでたどり着くが、着地に失敗しリタイア。しかし山田を見つめるオールスターズの姿は一目瞭然であった。
| ゼッケン | 名前     | ステージ | エリア           | 備考                 |
| -------- | -------- | -------- | ---------------- | -------------------- |
| 1000     | 山田勝己 | 3rd      | パイプスライダー | 着地失敗、最優秀成績 |
| 998      | 山本進悟 | 1st      | ロープクライム   | タイムアップ         |
| 981      | 秋山和彦 | 1st      | そり立つ壁       | タイムアップ         |
| 999      | 長野誠   | 1st      | ジャンプハング   | 掴み失敗             |
| 997      | 竹田敏浩 | 1st      | ジャンプハング   | 掴み失敗             |

第11回大会
前回とは打って変わってオールスターズは全員が1stステージをクリアした。全員が一斉にクリアするのはこれが初めてである。さらに秋山が復活のクリアをするなど感激の場面が見られた。山田と白鳥以外が3rdに進み、長野が初めての3rdステージをクリアし、山本以来のオールスターズのファイナリストになった。
| ゼッケン | 名前     | ステージ | エリア               | 備考                 |
| -------- | -------- | -------- | -------------------- | -------------------- |
| 96       | 長野誠   | FINAL    | 10m綱登り            | 残り約3m、最優秀成績 |
| 98       | 山本進悟 | 3rd      | クリフハンガー改     | 2→3本目              |
| 97       | 竹田敏浩 | 3rd      | ボディプロップ       | 3個目の空白後        |
| 99       | 秋山和彦 | 3rd      | ボディプロップ       | 3個目の空白          |
| 66       | 白鳥文平 | 2nd      | ウォールリフティング | 1枚目、タイムアップ  |
| 100      | 山田勝己 | 2nd      | バランスタンク       |                      |

第12回大会
今大会もオールスターズが全員1stステージをクリア。白鳥が初めて2ndをクリアしたが山田が無念の失格リタイアになった。パイプスライダーに4人が到達し白鳥と100番の長野がFINALに進出するオールスターズ史上最高成績になった。FINALステージでは長野がゴール地点にたどり着くもあとわずかのところで完全制覇ならず。
| ゼッケン | 名前     | ステージ | エリア               | 備考                   |
| -------- | -------- | -------- | -------------------- | ---------------------- |
| 100      | 長野誠   | FINAL    | 10m綱登り            | ゴール地点、最優秀成績 |
| 77       | 白鳥文平 | FINAL    | 10m綱登り            | 残り約2m               |
| 97       | 秋山和彦 | 3rd      | パイプスライダー     | 着地失敗               |
| 95       | 竹田敏浩 | 3rd      | パイプスライダー     | 着地失敗               |
| 96       | 山本進悟 | 3rd      | クリフハンガー改     | 1→2本目                |
| 98       | 山田勝己 | 2nd      | スパイダーウォーク改 | 手袋取り忘れにより失格 |

第13回大会
今大会はこれまで皆勤で出場していた山田が欠場。SASUKEトライアルの結果、山本進悟のゼッケンが76になった。秋山和彦が暗闇の影響で1stステージリタイアになり、山本も2ndリタイアになる中、長野誠が3大会連続でFINAL進出を果たすなど、オールスターズの威厳を保った
| ゼッケン | 名前     | ステージ | エリア               | 備考                   |
| -------- | -------- | -------- | -------------------- | ---------------------- |
| 100      | 長野誠   | FINAL    | 10m綱登り            | 残り約10cm、最優秀成績 |
| 99       | 白鳥文平 | 3rd      | パイプスライダー     | 着地失敗               |
| 98       | 竹田敏浩 | 3rd      | クリフハンガー改     | 3本目中盤              |
| 76       | 山本進悟 | 2nd      | ウォールリフティング | ボタン前でタイムアップ |
| 91       | 秋山和彦 | 1st      | ねじれた壁           | 掴み失敗               |

第14回大会
山田が2大会ぶりに参戦。今大会は竹田と長野のハイレベルな最速争いが行われ、結果として竹田敏浩が1stステージの最速タイムを樹立した。3rdまでを順当に行った山本と竹田がリタイアし、長野誠が新エリアのジャンピングバーでリタイアとなり、オールスターズが初めてパイプスライダーに触れず全滅した。
| ゼッケン | 名前     | ステージ | エリア           | 備考         |
| -------- | -------- | -------- | ---------------- | ------------ |
| 100      | 長野誠   | 3rd      | ジャンピングバー | 3→4本目      |
| 97       | 竹田敏浩 | 3rd      | クリフハンガー改 | 3本目中盤    |
| 98       | 山本進悟 | 3rd      | カーテンクリング | 終盤         |
| 96       | 白鳥文平 | 2nd      | バランスタンク   |              |
| 71       | 秋山和彦 | 1st      | そり立つ壁       | タイムアップ |
| 99       | 山田勝己 | 1st      | ジャンプハング   | 掴み失敗     |

第15回大会
今大会は炎天下の中、白鳥文平が熱中症により倒れるも復活し、3rdクライミングバーまで進出。長野誠が自身初となる2ndリタイア。最終競技者になった竹田敏浩がデビルブランコまで進み、初の最優秀成績者に。
| ゼッケン | 名前     | ステージ | エリア           | 備考                                   |
| -------- | -------- | -------- | ---------------- | -------------------------------------- |
| 96       | 竹田敏浩 | 3rd      | デビルブランコ   | バーに手をかけた直後に落下、最優秀成績 |
| 94       | 白鳥文平 | 3rd      | クライミングバー | 2→3本目                                |
| 95       | 山本進悟 | 3rd      | ボディプロップ   | 2個目の空白                            |
| 100      | 長野誠   | 2nd      | メタルスピン     |                                        |
| 81       | 秋山和彦 | 1st      | そり立つ壁       | タイムアップ                           |
| 99       | 山田勝己 | 1st      | クロスブリッジ   | クリア直後にコースアウト               |

第16回大会
白鳥文平宅でSASUKE合宿が行われ、オールスターズの面々が参加。秋山和彦が4大会ぶりに1stステージをクリアするが、山本進悟が6大会ぶりに1stステージリタイア。合宿の主催者だった白鳥は3rdクライミングバーを越え、パイプスライダーまで到達し、初の最優秀成績者に。これでオールスターズは全員が最優秀成績を経験することになった。
| ゼッケン | 名前     | ステージ | エリア           | 備考                 |
| -------- | -------- | -------- | ---------------- | -------------------- |
| 96       | 白鳥文平 | 3rd      | パイプスライダー | 着地失敗、最優秀成績 |
| 100      | 長野誠   | 3rd      | デビルブランコ   | 離されたバーを掴めず |
| 98       | 竹田敏浩 | 3rd      | クリフハンガー改 | 2→3本目              |
| 71       | 秋山和彦 | 2nd      | メタルスピン     |                      |
| 99       | 山田勝己 | 1st      | ロープクライム   | タイムアップ         |
| 97       | 山本進悟 | 1st      | ジャンプハング   | 足が着水             |

第17回大会
今大会前にもSASUKE合宿が行われ、長野誠等が参加。その合宿に参加した長野が4大会ぶりに3rdをクリアして4度目のFINAL進出。2人目の完全制覇を達成し、オールスターズから祝福を受けた。また、この完全制覇を見届けていた秋山和彦が引退を決意したことで、今大会がオールスターズ6人が同時出場した最後の大会となった。
| ゼッケン | 名前     | ステージ | エリア             | 備考                     |
| -------- | -------- | -------- | ------------------ | ------------------------ |
| 99       | 長野誠   | FINAL    | 完全制覇           | 残り2.56秒、最優秀成績   |
| 91       | 竹田敏浩 | 3rd      | パイプスライダー   | 着地失敗                 |
| 98       | 山本進悟 | 3rd      | ボディプロップ     | 2個目の空白              |
| 81       | 白鳥文平 | 3rd      | ボディプロップ     | 1個目の空白前            |
| 100      | 山田勝己 | 1st      | そり立つ壁         | クリア直後にタイムアップ |
| 71       | 秋山和彦 | 1st      | サークルスライダー | リングに届かず           |

第18回大会
長野誠の完全制覇によってリニューアルされた1stステージにオールスターズは苦戦し、竹田と長野のみがクリア。3rdには長野だけが残る展開となった。長野も新クリフハンガーでリタイアし、4大会ぶりに最終エリアまで進めず。
| ゼッケン | 名前     | ステージ | エリア                 | 備考                                  |
| -------- | -------- | -------- | ---------------------- | ------------------------------------- |
| 96       | 長野誠   | 3rd      | 新クリフハンガー       | 2→3本目、コースアウト、最優秀成績タイ |
| 無し     | 竹田敏浩 | 2nd      | サーモンラダー         | 6→7段目                               |
| 73       | 山田勝己 | 1st      | ロープラダー           | タイムアップ                          |
| 61       | 山本進悟 | 1st      | フライングシュート     | 綱での移動失敗                        |
| 95       | 白鳥文平 | 1st      | ジャンピングスパイダー | 張り付いた直後に転落                  |

第19回大会
今大会は長野以外がポールメイズに苦戦し、竹田と白鳥がタイムアップでのリタイアなど長野以外全員が1stステージでリタイア。その長野も難易度が上昇したフライングシュートでリタイアし、初めてオールスターズが1stステージで全滅した。
| ゼッケン | 名前     | ステージ | エリア                 | 備考                 |
| -------- | -------- | -------- | ---------------------- | -------------------- |
| 100      | 長野誠   | 1st      | フライングシュート     | ロープへの掴み失敗   |
| 82       | 白鳥文平 | 1st      | フライングシュート     | 滑走中にタイムアップ |
| 96       | 竹田敏浩 | 1st      | フライングシュート     | 挑戦前にタイムアップ |
| 91       | 山田勝己 | 1st      | ジャンピングスパイダー | 張り付き失敗         |
| 81       | 山本進悟 | 1st      | ジャンピングスパイダー | 張り付き失敗         |

第20回大会
秋山和彦が招待選手として3大会ぶりに参戦。今大会もポールメイズとハーフパイプアタックが猛威を振るい、またも長野以外が1stステージでリタイア。そんな中、2000番の長野誠が2大会ぶりに1stステージをクリアするも、2ndスタートエリアのダウンヒルジャンプでリタイア。
| ゼッケン | 名前     | ステージ | エリア                 | 備考               |
| -------- | -------- | -------- | ---------------------- | ------------------ |
| 2000     | 長野誠   | 2nd      | ダウンヒルジャンプ     | 掴み失敗           |
| 1995     | 竹田敏浩 | 1st      | ロープラダー           | タイムアップ       |
| 1981     | 山本進悟 | 1st      | ハーフパイプアタック   | 着地失敗           |
| 1901     | 秋山和彦 | 1st      | ハーフパイプアタック   | 掴み失敗           |
| 1999     | 山田勝己 | 1st      | ジャンピングスパイダー | 張り付いた後に転落 |

第21回大会
前回までとは打って変わって白鳥、竹田、長野の3人が1stステージクリアし、竹田と長野が3rd進出。竹田敏浩が初めて新クリフハンガーをクリア。長野誠は最終エリアのグライディングリングまで進むも、あと1mでリタイアとなった。
| ゼッケン | 名前     | ステージ | エリア               | 備考                     |
| -------- | -------- | -------- | -------------------- | ------------------------ |
| 100      | 長野誠   | 3rd      | グライディングリング | 最終地点、最優秀成績     |
| 98       | 竹田敏浩 | 3rd      | ハングクライミング   | 序盤                     |
| 83       | 白鳥文平 | 2nd      | ダウンヒルジャンプ   | 滑走中に転倒             |
| 71       | 山本進悟 | 1st      | フライングシュート   | 綱への移行失敗、足が着水 |
| 96       | 山田勝己 | 1st      | そり立つ壁           | タイムアップ             |

第22回大会
今大会は秋山和彦も出場、白鳥がこの回から長らく欠場することになった。オールスターズは苦戦を強いられ前回最優秀成績の長野誠がスライダージャンプでリタイアしたことで、3大会ぶりにオールスターズが1stステージで全滅した。
| ゼッケン | 名前     | ステージ | エリア                 | 備考               |
| -------- | -------- | -------- | ---------------------- | ------------------ |
| 100      | 長野誠   | 1st      | スライダージャンプ     | 掴み失敗           |
| 31       | 山本進悟 | 1st      | ハーフパイプアタック   | 着地後の足場で転落 |
| 20       | 秋山和彦 | 1st      | ハーフパイプアタック   | 2歩目で滑落        |
| 92       | 竹田敏浩 | 1st      | ジャンピングスパイダー | 張り付き失敗       |
| 81       | 山田勝己 | 1st      | ジャンピングスパイダー | 張り付き失敗       |

第23回大会
山本進悟が6大会ぶりに1stステージをクリア。その勢いのまま2ndもクリアして3rdまで進出。竹田も3rdに進み、長野誠は1stステージでのトラブルにより2度目の挑戦を強いられるも、6大会ぶりに3rdをクリアして5度目のFINAL進出。完全制覇まであと一歩のところまで迫った。今大会がオールスターズメンバーにとって最後のFINAL進出及び最後の最優秀成績になった。
| ゼッケン | 名前     | ステージ | エリア             | 備考                   |
| -------- | -------- | -------- | ------------------ | ---------------------- |
| 100      | 長野誠   | FINAL    | Gロープ            | 残り約20cm、最優秀成績 |
| 97       | 竹田敏浩 | 3rd      | スパイダーフリップ | 張り付き失敗           |
| 93       | 山本進悟 | 3rd      | アームリング       | 中盤、左肩が脱臼       |
| 71       | 山田勝己 | 1st      | スライダージャンプ | 掴み失敗               |

第24回大会
今大会は山田が引退を決意して出場するもそり立つ壁でリタイア。前回ファイナリストの長野誠もまさかのジャンピングスパイダーでリタイア。オールスターズ唯一1stステージをクリアした竹田敏浩が3rdスパイダーフリップまで進むも、FINAL進出の夢を果たせず。
| ゼッケン | 名前     | ステージ | エリア                 | 備考                 |
| -------- | -------- | -------- | ---------------------- | -------------------- |
| 98       | 竹田敏浩 | 3rd      | スパイダーフリップ     | 移動中に落下         |
| 96       | 山本進悟 | 1st      | ターザンロープ         | 挑戦前にタイムアップ |
| 80       | 山田勝己 | 1st      | そり立つ壁             | タイムアップ         |
| 62       | 秋山和彦 | 1st      | そり立つ壁             | タイムアップ         |
| 100      | 長野誠   | 1st      | ジャンピングスパイダー | 対岸への着地失敗     |

第25回大会
漆原の完全制覇によってリニューアルが敢行されたが、オールスターズからは竹田と山本が1stステージをクリア。一方完全制覇でのシードの秋山、長野はリタイアとなり、2ndでも2人が全滅し3大会ぶりに3rdにコマを進めず。
| ゼッケン | 名前     | ステージ | エリア               | 備考           |
| -------- | -------- | -------- | -------------------- | -------------- |
| 90       | 山本進悟 | 2nd      | バランスタンク       | 掴み失敗       |
| 70       | 竹田敏浩 | 2nd      | ダブルサーモンラダー | 2基目・4→5段目 |
| 99       | 長野誠   | 1st      | サークルスライダー   | リングに届かず |
| 98       | 秋山和彦 | 1st      | そり立つ壁           | タイムアップ   |

第26回大会
竹田敏浩が消防署派遣によって初出場以来初めての欠場。一方、引退を決意していた山田が復帰。しかし1stステージジャンピングスパイダーまでで全滅というオールスターズ史上最低成績となった。
| ゼッケン | 名前     | ステージ | エリア                 | 備考         |
| -------- | -------- | -------- | ---------------------- | ------------ |
| 99       | 長野誠   | 1st      | ジャンピングスパイダー | 張り付き失敗 |
| 90       | 山田勝己 | 1st      | ジャンピングスパイダー | 張り付き失敗 |
| 94       | 山本進悟 | 1st      | ローリングエスカルゴ   |              |

第27回大会
前回同様3人での出場も、長野誠が4大会ぶりに1stステージクリア。2ndステージもクリアして3rdアルティメットクリフハンガーまで進むが、これがオールスターズメンバーとして最後の3rd進出となった。
| ゼッケン | 名前     | ステージ | エリア                       | 備考         |
| -------- | -------- | -------- | ---------------------------- | ------------ |
| 100      | 長野誠   | 3rd      | アルティメットクリフハンガー | 4→5本目      |
| 81       | 山本進悟 | 1st      | スピンブリッジ               | 対岸に激突   |
| 91       | 山田勝己 | 1st      | そり立つ壁                   | タイムアップ |

第28回大会
オールスターズ最後の戦いとして参戦。秋山が正式に引退を表明して、山田、山本も引退を決意して挑んだが全員が1stステージに飲み込まれ、100番の長野も2連そり立つ壁でリタイア。最後の戦いは飾れなかった。
| ゼッケン | 名前     | ステージ | エリア               | 備考                                |
| -------- | -------- | -------- | -------------------- | ----------------------------------- |
| 100      | 長野誠   | 1st      | 2連そり立つ壁        | 2つ目、タイムアップ                 |
| 99       | 山田勝己 | 1st      | 2連そり立つ壁        | 1つ目をクリアした直後にタイムアップ |
| 98       | 山本進悟 | 1st      | スピンブリッジ       | 4個目                               |
| 96       | 秋山和彦 | 1st      | スピンブリッジ       | 3個目                               |
| 97       | 竹田敏浩 | 1st      | ローリングエスカルゴ | 対岸への着地失敗、足が着水          |

第29回大会
山本進悟が復活を決意し予選会から出場。4大会ぶりに1stステージをクリアする復活を見せた。山田は黒虎を率いるために緑山に現れた。長野はロングジャンプで負傷した影響でリタイア。山本は2ndステージではバックストリームでリタイア。
| ゼッケン | 名前     | ステージ | エリア           | 備考                |
| -------- | -------- | -------- | ---------------- | ------------------- |
| 36       | 山本進悟 | 2nd      | バックストリーム | タイムアップ        |
| 100      | 長野誠   | 1st      | 2連そり立つ壁    | 2つ目、タイムアップ |
| 95       | 竹田敏浩 | 1st      | ヘッジホッグ     | 終点                |

第30回大会
白鳥文平が6年ぶりに出場。また、山田も2大会ぶりに出場。1stステージを竹田、山本、長野がクリアして現時点で最後のオールスターズ複数クリアになった。2ndステージで全員がリタイアしてまたも3rdにたどり着けず。
| ゼッケン | 名前     | ステージ | エリア                 | 備考                          |
| -------- | -------- | -------- | ---------------------- | ----------------------------- |
| 2992     | 山本進悟 | 2nd      | バックストリーム       | タイムアップ                  |
| 2999     | 長野誠   | 2nd      | スワップサーモンラダー | 3→4段目、失格                 |
| 2980     | 竹田敏浩 | 2nd      | スワップサーモンラダー | 2→3段目、失格                 |
| 2934     | 山田勝己 | 1st      | 2連そり立つ壁          | 2つ目、タイムアップ、全カット |
| 2997     | 白鳥文平 | 1st      | ジャンプハング改       | 踏み切り失敗                  |

第31回大会
山本、竹田、長野が出場。山本がローリングヒルの頂上から飛んでリタイアしたが連番だった竹田も頂上から飛んでリタイアした。この理由を竹田は、「やってやろうと思って」と語った。本戦は3大会ぶりに1stで全滅。
| ゼッケン | 名前     | ステージ | エリア         | 備考           |
| -------- | -------- | -------- | -------------- | -------------- |
| 98       | 長野誠   | 1st      | そり立つ壁     | タイムアップ   |
| 93       | 竹田敏浩 | 1st      | ローリングヒル | 下り、跳躍ミス |
| 92       | 山本進悟 | 1st      | ローリングヒル | 下り、跳躍ミス |

第32回大会
今大会は長野誠が引退を表明。オールスターズとしては最後に登場して長野が登場。新エリアも越えていきそり立つ壁で一度失敗したものの最終エリアのランバージャッククライムまで到達もあと1秒のところでタイムアップとなった。史上初2大会連続1stで全滅となった。並走していた竹田と山本は涙を流した。また霧の影響で収録日が延期になったことで応援はできなかったが、秋山と白鳥が応援に駆けつけており、これが最後のオールスターズ全員集合となった。
| ゼッケン | 名前     | ステージ | エリア                   | 備考                     |
| -------- | -------- | -------- | ------------------------ | ------------------------ |
| 100      | 長野誠   | 1st      | ランバージャッククライム | ボタン前でタイムアップ   |
| 98       | 竹田敏浩 | 1st      | そり立つ壁               | タイムアップ             |
| 99       | 山本進悟 | 1st      | ダブルペンダラム         | サンドバックへの移行失敗 |

第33回大会
長野誠が引退して解説となり、今大会は山田が特別招待選手として出場。今大会は竹田敏浩が3大会ぶりに1stステージをクリア。2ndステージに進むがサーモンラダー下りでリタイアし、竹田は初めてサーモンラダー全種でリタイアを喫することになった。
| ゼッケン | 名前     | ステージ | エリア             | 備考         |
| -------- | -------- | -------- | ------------------ | ------------ |
| 90       | 竹田敏浩 | 2nd      | サーモンラダー下り | 3→4段目      |
| 91       | 山本進悟 | 1st      | ダブルペンダラム   | バーを掴めず |
| 33       | 山田勝己 | 1st      | タイファイター     |              |

第34回大会
今大会の出場は山本と竹田のみとなり、第1回以来の2人での出場となった。竹田敏浩が2大会連続で1stステージを突破するが、2ndでは前回と同じエリアでリタイアとなった。
| ゼッケン | 名前     | ステージ | エリア             | 備考                |
| -------- | -------- | -------- | ------------------ | ------------------- |
| 91       | 竹田敏浩 | 2nd      | サーモンラダー下り | 3→4段目、バーが脱線 |
| 92       | 山本進悟 | 1st      | ダブルペンダラム   | バーの掴み失敗      |

第35回大会
今大会も山本と竹田のみの出場。しかし今回は2人とも1stでリタイアしてしまい早い全滅となってしまった。
| ゼッケン | 名前     | ステージ | エリア             | 備考                    |
| -------- | -------- | -------- | ------------------ | ----------------------- |
| 91       | 竹田敏浩 | 1st      | ドラゴングライダー | 1本目終点、タイムアップ |
| 74       | 山本進悟 | 1st      | フィッシュボーン   | 2→3本目                 |

第36回大会
今大会も2人で出場。だが竹田敏浩がウイングスライダーで無理な体勢で挑んだことで肩を痛めドラゴングライダー挑戦前に棄権するという事態になり、今回も1stステージで全滅。
| ゼッケン | 名前     | ステージ | エリア             | 備考 |
| -------- | -------- | -------- | ------------------ | ---- |
| 85       | 竹田敏浩 | 1st      | ドラゴングライダー | 棄権 |
| 81       | 山本進悟 | 1st      | ウイングスライダー |      |

第37回大会
前述の怪我の影響で竹田が欠場したことで山本だけの出場となり、初めてのオールスターズ単独出場となった。山本もドラゴングライダーでリタイアし、史上初3大会連続でオールスターズが全滅した。
| ゼッケン | 名前     | ステージ | エリア             | 備考         |
| -------- | -------- | -------- | ------------------ | ------------ |
| 84       | 山本進悟 | 1st      | ドラゴングライダー | バーを掴めず |

第38回大会
怪我から復帰した竹田が出場し、さらに山田と長野が電撃復帰したことで、第30回以来にオールスターズの過半数が出場した大会になった。竹田はゴールまで辿り着くがフィッシュボーンで規定違反により失格となった。結果的に4人とも1stでリタイアとなった。
| ゼッケン | 名前     | ステージ | エリア             | 備考                      |
| -------- | -------- | -------- | ------------------ | ------------------------- |
| 86       | 山本進悟 | 1st      | ドラゴングライダー | 1→2本目                   |
| 98       | 長野誠   | 1st      | ドラゴングライダー | 1本目終盤                 |
| 97       | 山田勝己 | 1st      | ドラゴングライダー | 1本目終盤                 |
| 87       | 竹田敏浩 | 1st      | フィッシュボーン   | 6つ目の足場を飛ばして失格 |

第39回大会
病気の影響で竹田が欠場したことで、第1回以来となる山本と山田のみの出場となった。しかし共に思わぬ結果になり5大会連続で1stで全滅することになった。
| ゼッケン | 名前     | ステージ | エリア             | 備考            |
| -------- | -------- | -------- | ------------------ | --------------- |
| 92       | 山本進悟 | 1st      | フィッシュボーン   | 5→6本目         |
| 96       | 山田勝己 | 1st      | クワッドステップス | 4歩目、足が着水 |

第40回大会
竹田敏浩が開催前に引退を表明。秋山和彦が10年ぶりに参戦し、長野誠も息子とともに出場。山本進悟が8年ぶりに1stステージをクリアし、オールスターズとしても5年ぶりの1stステージクリアになった。2ndでリタイアを喫したものの、オールスターズがまだ終わっていないことを示した。
| ゼッケン | 名前     | ステージ | エリア             | 備考                      |
| -------- | -------- | -------- | ------------------ | ------------------------- |
| 3995     | 山本進悟 | 2nd      | リバースコンベアー | 突入前にタイムアップ      |
| 3998     | 長野誠   | 1st      | 2連そり立つ壁      | 2つ目挑戦前にタイムアップ |
| 3997     | 秋山和彦 | 1st      | ドラゴングライダー | バーを掴めず              |
| 3996     | 山田勝己 | 1st      | フィッシュボーン   | 1→2本目                   |

第41回大会
前回2ndステージ進出の山本進悟がまさかのローリングヒル上りでリタイア。5月に母を亡くした中で挑戦した山田勝己は前回リタイアしたフィッシュボーンを超えるも、新エリアのツインダイヤで転倒しリタイア。長野誠は息子の塊王が1st最年少クリアを達成し、自身は最年長クリアを狙ったが足にスプレーをかけすぎたことにより足がくっつき、クワッドステップス1枚目でバランスを崩し転倒。自身最低記録となってしまった。
| ゼッケン | 名前     | ステージ | エリア             | 備考        |
| -------- | -------- | -------- | ------------------ | ----------- |
| 95       | 山田勝己 | 1st      | ツインダイヤ       | 1→2個目     |
| 94       | 山本進悟 | 1st      | ローリングヒル     | 上り        |
| 96       | 長野誠   | 1st      | クワッドステップス | 1枚目→2枚目 |

第42回大会
今大会は白鳥が10年ぶりに復活し、山本、山田、長野も例年通り出場。全員が新エリアのスクリュードライバーをクリアするも、今回も1stクリア者は現れず。
| ゼッケン | 名前     | ステージ | エリア             | 備考        |
| -------- | -------- | -------- | ------------------ | ----------- |
| 98       | 長野誠   | 1st      | ドラゴングライダー | 1本目→2本目 |
| 93       | 山本進悟 | 1st      | ドラゴングライダー | 1本目→2本目 |
| 95       | 山田勝己 | 1st      | ツインダイヤ       | 1→2個目     |
| 94       | 白鳥文平 | 1st      | フィッシュボーン   | 2本目       |

## 影響
- 第31・38回完全制覇者の森本裕介はSASUKEオールスターズの大ファンで、実家には森本が16歳の時に6人と撮影した写真が飾られている[6]。
- 竹田は消防士時代の2006年に全国消防団員募集のイメージモデルに抜擢。消防士を象徴する存在となった功績から、同年7月には当時の消防庁長官から感謝状を授与された[注 2]。
- 山本はガソリンスタンドのエリアマネージャー時代に担当していた店舗が、オイルの売り上げ日本一だった[動画 5]。
- 樽美酒研二は自身のブログで好きなタレントに「SASUKEオールスターズ」と綴った[注 3]。
- 第17回ファイナリストの長崎峻侑は自身の師匠に白鳥の名を挙げている[注 4]。
- 第27・30回ファイナリストの又地諒は、長野への憧れからタンクトップを着用することが多い[動画 6]。その又地は長野が引退する際に、ペナント作成を提案した張本人である。
- 栄光ゼミナール塾講師の山本桂太朗は憧れの選手に山田の名を挙げている[動画 7]。